# Christen Thomsen Barfoed
Christen Thomsen Barfoed (født 16. august 1815 i Stege, død 30. april 1889 i København) var en dansk kemiker. 
Barfoed forældre var apoteker Erik Christian Barfoed og Anneke Cathrine Laurberg. Han blev student 1832 fra Vordingborg, underkastede sig 1835 farmaceutisk eksamen og 1839 polyteknisk eksamen i anvendt naturvidenskab. Efter at have studeret i udlandet i nogle år blev han 1845 docent i kemi ved Veterinærskolen og fra 1850 konstitueret som lektor ved samme skole. 1850-59 var Barfoed lærer i kemi ved den militære højskole og 1858-87 lektor i kemi og farmaci ved den kongelige Veterinær- og Landbohøjskole. 1856 fik Barfoed titel af professor, 1865 blev han medlem af Videnskabernes Selskab, 1877 Dr. med. honor. ved Upsala Universitet, 1879 Dr. phil. honor. ved Københavns Universitet, 1885 æresmedlem af Danmarks Apotekerforening. 
Foruden andre værker udgav Barfoed en Lærebog i den analytiske Kemi, Prøvemidlerne og den uorganiske kvalitative Analyse, et arbejde, der helt igennem bærer vidnesbyrd om den samvittighedsfuldhed i arbejdet og grundighed i undersøgelsen, som var karakteristisk for Barfoed. Senere udgav han De organiske Stoffers kvalitative Analyse, der også udkom i tysk oversættelse 1881 og overalt fandt megen anerkendelse, så meget mere, som dette værk var enestående i sin slags. Endvidere har Barfoed offentliggjort flere betydelige og grundige
videnskabelige abejder, der findes optagne i Tidsskrift for Fysik og Kemi samt i Videnskabernes Selskabs Oversigter. 
Barfoed var en fortrinlig lærer, der i højeste grad forstod at vinde sine elevers tillid og hengivenhed, og fik betydning ved, som god ven af J.C. Jacobsen, at øve en ikke ringe indflydelse ved oprettelsen i 1876 af
Carlsbergfondet og Carlsberg Laboratoriet, af hvis første bestyrelse han var et virksomt medlem lige til
sin død; i fondets direktion valgtes han til formand efter J.N. Madvigs død, i laboratoriebestyrelsen fungerede han hele tiden som formand.
Han blev Ridder af Dannebrog 1867, Dannebrogsmand 1878 og Kommandør af 2. grad 1887.
Han er begravet på Holmens Kirkegård.